# Paulo Jorge Pedro Lopes
Paulo Jorge Pedro Lopes (ur. 29 czerwca 1978 w Mirandeli) – portugalski piłkarz występujący na pozycji bramkarza. Zawodnik klubu SL Benfica. 

## Kariera
Lopes karierę rozpoczynał w 1997 roku w Benfice. W 1998 roku wywalczył z nią wicemistrzostwo Portugalii. Na sezon 1999/2000 został wypożyczony do Gil Vicente FC, także grającego w Primeira Liga. W lidze tej zadebiutował 9 stycznia 2000 roku w zremisowanym 0:0 pojedynku z SC Braga. Sezon 2000/2001 spędził na wypożyczeniu czwartoligowym FC Barreirense. Potem wrócił do Benfiki, gdzie spędził jeszcze rok.
W 2002 roku Lopes odszedł do trzecioligowego SC Salgueiros. Występował tam przez dwa lata, a potem przeniósł się do drugoligowej Estreli Amadora. W 2005 roku awansował z nią do Primeira Liga. Tam w barwach Estreli grał przez dwa lata.
W 2007 roku Lopes został graczem drugoligowego CD Trofense. W 2008 roku awansował z nim do Primeira Liga. W 2009 roku odszedł do drugoligowego CD Feirense. Grał tam przez trzy lata, a w 2012 roku wrócił do Benfiki, nadal grającej w Primeira Liga.